# Cupa României la handbal feminin 2016-2017
Cupa României la handbal feminin 2016-2017 a fost a 32-a ediție a competiției de handbal feminin românesc organizată de Federația Română de Handbal (FRH) cu începere din 1978. Datele celor trei etape ale ediției 2016-2017 a Cupei au fost precizate în regulamentele de desfășurare a întrecerilor interne de handbal feminin publicate, în luna iunie 2016, pe pagina oficială a FRH.

## Echipe participante
În iunie 2016, FRH a anunțat că la ediția 2016-2017 a Cupei României vor participa toate echipele din Liga Națională 2016-2017, plus echipele clasate pe primul loc în cele 2 serii ale Diviziei A. Deoarece două echipe au fost excluse din Liga Națională 2016-2017 pentru că nu au mai putut organiza sau participa la meciuri, în Cupa României au evoluat doar 10 din cele 12 echipe din campionatul național. Astfel, în faza optimilor au jucat doar șase partide în loc de opt, iar două echipe au fost calificate direct în sferturile de finală.

## Sistem
Competiția s-a desfășurat cu optimi de finală, sferturi de finală și un turneu final de tip Final Four. Orașul care a găzduit formatul final cu 4 echipe a fost stabilit de către Comisia Centrală de Competiții a FRH pe 12 mai 2017. Conform regulamentului de desfășurare a competiției, data limită pentru depunerea ofertei de organizare a Final Four a fost 6 ianuarie 2017.

## Partide
Tabelul de mai jos are scop pur informativ. Punctele și golaverajul nu s-au luat în considerare la desfășurarea competiției, în care meciurile s-au jucat în sistem eliminatoriu.
|  | Echipe eliminate în sferturi |
|  | Echipe eliminate în optimi   |

Actualizat pe 20 mai 2017
| Poz. | Echipa               | J | V | E | Î | GM  | GP  | DG   | P  | Calificată în |
| ---- | -------------------- | - | - | - | - | --- | --- | ---- | -- | ------------- |
| 1    | CSM București        | 4 | 4 | 0 | 0 | 149 | 96  | + 53 | 12 |               |
| 2    | SCM Craiova          | 4 | 3 | 0 | 1 | 110 | 96  | + 14 | 9  | Cupa EHF      |
| 3    | CSM Bistrița         | 4 | 3 | 0 | 1 | 120 | 125 | – 5  | 9  |               |
| 4    | CSM Unirea Slobozia  | 3 | 1 | 0 | 2 | 86  | 95  | – 9  | 3  |               |
| 5    | CSM Roman            | 2 | 1 | 0 | 1 | 50  | 46  | + 4  | 3  |               |
| 6    | CS Rapid București   | 2 | 1 | 0 | 1 | 65  | 63  | + 2  | 3  |               |
| 7    | HC Dunărea Brăila    | 2 | 1 | 0 | 1 | 49  | 54  | – 5  | 3  |               |
| 8    | HCM Râmnicu Vâlcea   | 1 | 0 | 0 | 1 | 21  | 37  | – 16 | 0  |               |
| 9    | CSU Danubius Galați  | 1 | 0 | 0 | 1 | 30  | 33  | – 3  | 0  |               |
| 10   | Corona Brașov        | 1 | 0 | 0 | 1 | 25  | 29  | – 4  | 0  |               |
| 11   | CS Măgura Cisnădie   | 1 | 0 | 0 | 1 | 26  | 31  | – 5  | 0  |               |
| 12   | CS Minaur Baia Mare  | 1 | 0 | 0 | 1 | 19  | 24  | – 5  | 0  |               |
| 13   | HC Zalău             | 1 | 0 | 0 | 1 | 19  | 24  | – 5  | 0  |               |
| 14   | „U” Alexandrion Cluj | 1 | 0 | 0 | 1 | 26  | 42  | – 16 | 0  |               |

### Optimile de finală
Optimile de finală s-au desfășurat pe 3 și 4 mai 2017, cu excepția meciului dintre CSM București „U” Alexandrion Cluj, programat pentru 11 mai pentru ca echipa bucureșteană să poată participa în Final four-ul Ligii Campionilor. Tragerea la sorți pentru stabilirea meciurilor din cadrul optimilor de finală a avut loc pe 19 aprilie 2017, de la ora 12:00, la sediul FRH. Echipele au tras la sorți numerele de la 1 la 16, iar partidele s-au jucat după cum urmează: între numerele 1–16, 2–15, 3–14, 4–13, 5–12, 6–11, 7–10 și 8–9. Echipele care au extras numerele de la 1-8 au fost gazde, iar echipele care au extras numerele 9-16 au fost oaspete. Câștigătoarele partidelor au avansat în sferturile de finală.
În urma tragerii la sorți au rezultat următoarele optimi de finală:
| 3 mai 2017 Digi2, Dolce319:00 | HC Zalău | 19 - 24 | SCM Craiova | Sala Sporturilor „Avram Iancu”, Zalău Arbitri: Drăghici, Drăguț |
| 3 mai 2017 Digi2, Dolce319:00 | Dragut 5 | (10-14) | Zamfir 10   | Sala Sporturilor „Avram Iancu”, Zalău Arbitri: Drăghici, Drăguț |
| 3 mai 2017 Digi2, Dolce319:00 | 2× 2×    | Cronica | 4× 3×       | Sala Sporturilor „Avram Iancu”, Zalău Arbitri: Drăghici, Drăguț |

| 4 mai 2017 16:30 | Minaur Baia Mare | 19 - 24 | CSM Roman  | Sala Sporturilor Lascăr Pană, Baia Mare Arbitri: Doană, Gociu |
| 4 mai 2017 16:30 | Andrița 6        | (7-12)  | Tošković 6 | Sala Sporturilor Lascăr Pană, Baia Mare Arbitri: Doană, Gociu |
| 4 mai 2017 16:30 | 1×               | Cronica | 2×         | Sala Sporturilor Lascăr Pană, Baia Mare Arbitri: Doană, Gociu |

| 4 mai 2017 Digi4, Dolce217:00 | HC Dunărea Brăila | 31 - 26 | CS Măgura Cisnădie | Sala Polivalentă „Danubius”, Brăila Arbitri: Iliescu, Manea |
| 4 mai 2017 Digi4, Dolce217:00 | Tiron 8           | (15-10) | Moldovan 6         | Sala Polivalentă „Danubius”, Brăila Arbitri: Iliescu, Manea |
| 4 mai 2017 Digi4, Dolce217:00 | 5× 2×             | Cronica | 2× 2×              | Sala Polivalentă „Danubius”, Brăila Arbitri: Iliescu, Manea |

| 4 mai 2017 17:00 | Rapid București | 33 - 30 | CSU Danubius Galați | Sala Rapid, București Arbitri: Florescu, Stoia |
| 4 mai 2017 17:00 | Bucă 10         | (16-17) | Cozma 7             | Sala Rapid, București Arbitri: Florescu, Stoia |
| 4 mai 2017 17:00 |                 | Cronica | 2×                  | Sala Rapid, București Arbitri: Florescu, Stoia |

| 4 mai 2017 Digi4, Dolce219:00 | Corona Brașov | 25 - 29 | CSM Bistrița | Sala Sporturilor „Dumitru Popescu Colibași”, Brașov Arbitri: Arsene, Bontea |
| 4 mai 2017 Digi4, Dolce219:00 | Dincă 7       | (10-16) | Chirilă 10   | Sala Sporturilor „Dumitru Popescu Colibași”, Brașov Arbitri: Arsene, Bontea |
| 4 mai 2017 Digi4, Dolce219:00 | 3× 3×         | Cronica | 3× 3×        | Sala Sporturilor „Dumitru Popescu Colibași”, Brașov Arbitri: Arsene, Bontea |

| 11 mai 2017 Digi4, Dolce320:00 | CSM București    | 42 - 26 | „U” Alexandrion Cluj | Sala Rapid, București Arbitri: Agliceriu, Turdean |
| 11 mai 2017 Digi4, Dolce320:00 | Ayglon-Saurina 7 | (25-11) | Dindiligan, Puiu 7   | Sala Rapid, București Arbitri: Agliceriu, Turdean |
| 11 mai 2017 Digi4, Dolce320:00 | 2× 3×            | Cronica | 1× 1×                | Sala Rapid, București Arbitri: Agliceriu, Turdean |

HCM Râmnicu Vâlcea și CSM Unirea Slobozia au stat, fiind calificate direct în sferturile de finală.

### Sferturile de finală
Sferturile de finală s-au desfășurat pe 10-15 mai 2017. Distribuția s-a făcut similar cu cea pentru optimile de finală. Tragerea la sorți pentru stabilirea meciurilor din cadrul optimilor de finală a avut loc pe 5 mai 2017, de la ora 13:00, la sediul FRH. Echipele au tras la sorți numerele de la 1 la 8, iar partidele s-au jucat după cum urmează: între numerele 1–8, 2–7, 3–6 și 4–5. Echipele care au extras numerele de la 1-4 au fost gazde, iar echipele care au extras numerele 5-8 au fost oaspete. Câștigătoarele partidelor au avansat în Final Four.
În urma tragerii la sorți au rezultat următoarele sferturi de finală:
| 10 mai 2017 Digi4, Dolce317:00 | Rapid București | 32 - 33 | CSM Bistrița                | Sala Rapid, București Arbitri: Cazan, Suliman |
| 10 mai 2017 Digi4, Dolce317:00 | Bucă 8          | (12-19) | Chirilă, Crap, Pristăvița 5 | Sala Rapid, București Arbitri: Cazan, Suliman |
| 10 mai 2017 Digi4, Dolce317:00 | 1×              | Cronica | 3× 1×                       | Sala Rapid, București Arbitri: Cazan, Suliman |

| 11 mai 2017 Digi4, Dolce317:00 | SCM Craiova | 28 - 18 | HC Dunărea Brăila | Sala Polivalentă, Craiova Arbitri: Șerbu, Vasilescu |
| 11 mai 2017 Digi4, Dolce317:00 | Nikolić 9   | (14-9)  | Czeczi 5          | Sala Polivalentă, Craiova Arbitri: Șerbu, Vasilescu |
| 11 mai 2017 Digi4, Dolce317:00 | 3× 1×       | Cronica | 2× 3×             | Sala Polivalentă, Craiova Arbitri: Șerbu, Vasilescu |

| 11 mai 2017 Digi4, Dolce318:30 | CSM Unirea Slobozia | 27 - 26 | CSM Roman | Sala Sporturilor „Andreea Nica”, Slobozia Asistență: 500 Arbitri: Georgescu, Moldoveanu |
| 11 mai 2017 Digi4, Dolce318:30 | Pătuleanu 6         | (14-11) | Iuganu 8  | Sala Sporturilor „Andreea Nica”, Slobozia Asistență: 500 Arbitri: Georgescu, Moldoveanu |
| 11 mai 2017 Digi4, Dolce318:30 | 5× 3×               | Cronica | 4× 3×     | Sala Sporturilor „Andreea Nica”, Slobozia Asistență: 500 Arbitri: Georgescu, Moldoveanu |

| 15 mai 2017 Digi, Dolce19:00 | CSM București        | 37 - 21 | HCM Râmnicu Vâlcea | Sala Rapid, București Arbitri: Lungu, Paraschiv |
| 15 mai 2017 Digi, Dolce19:00 | Lobaci, Mehmedović 6 | (20-10) | Adespii 7          | Sala Rapid, București Arbitri: Lungu, Paraschiv |
| 15 mai 2017 Digi, Dolce19:00 | 5× 3×                | Cronica | 2× 3×              | Sala Rapid, București Arbitri: Lungu, Paraschiv |

### Final4

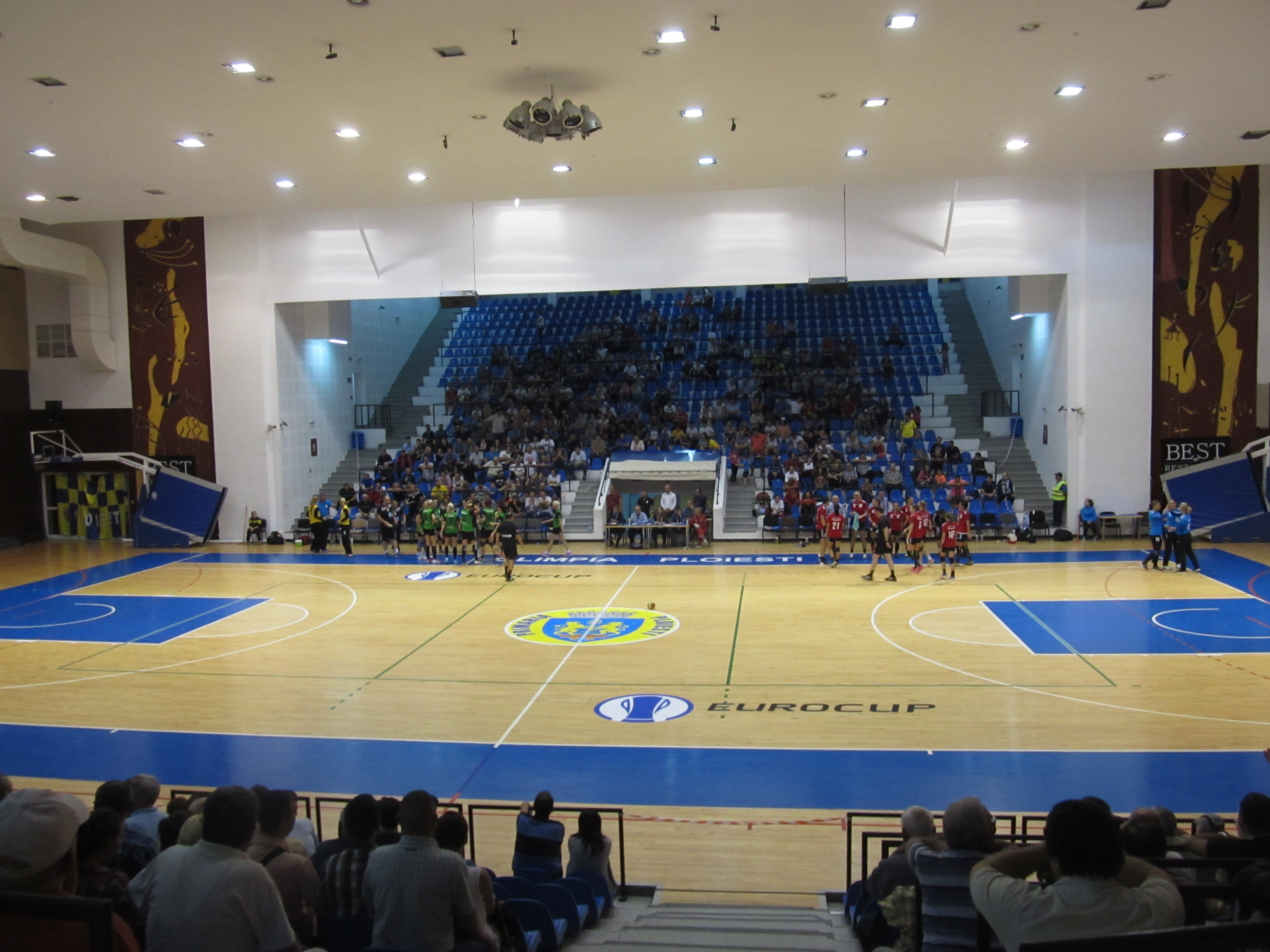
Sala Olimpia din Ploiești, gazda Final4.

Federația Română de Handbal a anunțat inițial că Final4 se va desfășura pe 20-21 mai 2017. Calendarul a fost rectificat pe 15 mai 2017, perioada de desfășurare a turneului Final4 fiind devansată pe 19-20 mai 2017. Pe 12 mai 2017, FRH a făcut cunoscut că Final4 se va desfășura la Sala Sporturilor Olimpia din Ploiești.
Distribuția în semifinale s-a decis similar cu cea pentru sferturile de finală, prin tragere la sorți. Echipele au tras la sorți numerele de la 1 la 4, iar partidele s-au jucat după cum urmează: între numerele 1–4 și 2–3. Câștigătoarele semifinalelor au disputat apoi un meci pentru locurile I-II, iar învinsele un meci pentru locurile III-IV. Tragerea la sorți pentru distribuția în semifinale a avut loc pe data de 16 mai 2017, de la ora 11:00, la sediul Federației Române de Handbal.

### Semifinalele
| 19 mai 2017 Digi4, Dolce17:00 | SCM Craiova | 37 - 26 | CSM Bistrița | Sala Sporturilor Olimpia, Ploiești Arbitri: Iliescu, Manea |
| 19 mai 2017 Digi4, Dolce17:00 | Nikolić 10  | (19-11) | Chirilă 6    | Sala Sporturilor Olimpia, Ploiești Arbitri: Iliescu, Manea |
| 19 mai 2017 Digi4, Dolce17:00 | 1×          | Cronica |              | Sala Sporturilor Olimpia, Ploiești Arbitri: Iliescu, Manea |

În urma calificării în finala competiției, SCM Craiova a câștigat dreptul de a evolua în sezonul 2017-2018 al Cupei EHF.
| 19 mai 2017 Digi4, Dolce19:00 | CSM Unirea Slobozia | 28 - 37 | CSM București | Sala Sporturilor Olimpia, Ploiești Arbitri: Șerbu, Vasilescu |
| 19 mai 2017 Digi4, Dolce19:00 |                     | (13-18) | Brădeanu 7    | Sala Sporturilor Olimpia, Ploiești Arbitri: Șerbu, Vasilescu |
| 19 mai 2017 Digi4, Dolce19:00 | Cronica             |         |               | Sala Sporturilor Olimpia, Ploiești Arbitri: Șerbu, Vasilescu |

### Finala mică
| 20 mai 2017 Digi3, Dolce315:00 | CSM Bistrița | 32 - 31 | CSM Slobozia | Sala Sporturilor Olimpia, Ploiești Arbitri: Năstase, Stancu |
| 20 mai 2017 Digi3, Dolce315:00 | Chirilă 10   | (15-16) | Georgescu 6  | Sala Sporturilor Olimpia, Ploiești Arbitri: Năstase, Stancu |
| 20 mai 2017 Digi3, Dolce315:00 | 3× 3×        | Cronica | 6× 1× 1×     | Sala Sporturilor Olimpia, Ploiești Arbitri: Năstase, Stancu |

### Finala
| 20 mai 2017 Digi1, Dolce317:00 | SCM Craiova     | 21 - 33 | CSM București        | Sala Sporturilor Olimpia, Ploiești Arbitri: Florescu, Stoia |
| 20 mai 2017 Digi1, Dolce317:00 | Ardean-Elisei 4 | (11-18) | Lobaci, Torstenson 5 | Sala Sporturilor Olimpia, Ploiești Arbitri: Florescu, Stoia |
| 20 mai 2017 Digi1, Dolce317:00 | 3× 3×           | Cronica | 2× 2×                | Sala Sporturilor Olimpia, Ploiești Arbitri: Florescu, Stoia |

## Schemă
| Optimile de finală 3-11 mai 2017 | Optimile de finală 3-11 mai 2017 | Optimile de finală 3-11 mai 2017 |  |  | Sferturile de finală 10-15 mai 2017 | Sferturile de finală 10-15 mai 2017 | Sferturile de finală 10-15 mai 2017 |  |  | Semifinalele 19 mai 2017 | Semifinalele 19 mai 2017 | Semifinalele 19 mai 2017 |  |              | Finala 20 mai 2017 | Finala 20 mai 2017 | Finala 20 mai 2017 |
|                                  |                                  |                                  |  |  |                                     |                                     |                                     |  |  |                          |                          |                          |  |              |                    |                    |                    |
| J1                               | HC Zalău                         | 10                               |  |  |                                     |                                     |                                     |  |  |                          |                          |                          |  |              |                    |                    |                    |
| J1                               | SCM Craiova                      | 24                               |  |  | CJ1                                 | SCM Craiova                         | 28                                  |  |  |                          |                          |                          |  |              |                    |                    |                    |
| J6                               | HC Dunărea Brăila                | 31                               |  |  | CJ6                                 | HC Dunărea Brăila                   | 18                                  |  |  |                          |                          |                          |  |              |                    |                    |                    |
| J6                               | CS Măgura Cisnădie               | 26                               |  |  |                                     |                                     |                                     |  |  |                          | SCM Craiova              | 37                       |  |              |                    |                    |                    |
| J7                               | Rapid București                  | 33                               |  |  |                                     |                                     |                                     |  |  |                          | CSM Bistrița             | 26                       |  |              |                    |                    |                    |
| J7                               | Danubius Galați                  | 30                               |  |  | CJ7                                 | Rapid București                     | 32                                  |  |  |                          |                          |                          |  |              |                    |                    |                    |
| J8                               | Corona Brașov                    | 25                               |  |  | CJ8                                 | CSM Bistrița                        | 33                                  |  |  |                          |                          |                          |  |              |                    |                    |                    |
| J8                               | CSM Bistrița                     | 29                               |  |  |                                     |                                     |                                     |  |  |                          |                          |                          |  |              | CSF1               | SCM Craiova        | 21                 |
| J4                               | CSM Slobozia                     |                                  |  |  |                                     |                                     |                                     |  |  |                          |                          |                          |  |              | CSF1               | CSM București      | 33                 |
|                                  | Nu a disputat meci               |                                  |  |  | J4                                  | CSM Slobozia                        | 27                                  |  |  |                          |                          |                          |  |              |                    |                    |                    |
| J5                               | Minaur Baia Mare                 | 19                               |  |  | CJ5                                 | CSM Roman                           | 26                                  |  |  |                          |                          |                          |  |              |                    |                    |                    |
| J5                               | CSM Roman                        | 24                               |  |  |                                     |                                     |                                     |  |  |                          | CSM Slobozia             | 28                       |  |              |                    |                    |                    |
| J2                               | CSM București                    | 42                               |  |  |                                     |                                     |                                     |  |  |                          | CSM București            | 37                       |  |              |                    |                    |                    |
| J2                               | „U” Alexandrion Cluj             | 26                               |  |  | CJ2                                 | CSM București                       | 37                                  |  |  |                          |                          |                          |  | Locurile 3-4 | Locurile 3-4       | Locurile 3-4       |                    |
| J3                               | HC Rm.Vâlcea                     |                                  |  |  | J3                                  | HC Rm.Vâlcea                        | 21                                  |  |  |                          |                          |                          |  |              | ÎSF1               | CSM Bistrița       | 32                 |
|                                  | Nu a disputat meci               |                                  |  |  |                                     |                                     |                                     |  |  |                          |                          |                          |  |              | ÎSF2               | CSM Slobozia       | 31                 |

#### Legendă
J1-8 = joc 1-8;
CJ1-8 = câștigătoarea jocului 1-8;
CSf1-4 = câștigătoarea sfertului de finală 1-4;
CSF1-2 = câștigătoarea semifinalei 1-2;
ÎSF1-2 = învinsa semifinalei 1-2;

## Clasamentul marcatoarelor
Actualizat pe 15 mai 2017
| Poz. | Nume                          | Echipă              | Meciuri | Goluri |
| ---- | ----------------------------- | ------------------- | ------- | ------ |
| 1    | Oana Bucă (ROU)               | Rapid USL București | 2       | 18     |
| 1    | Cristina Zamfir (ROU)         | SCM Craiova         | 2       | 18     |
| 3    | Oana Chirilă (ROU)            | CSM Bistrița        | 2       | 15     |
| 4    | Anastasia Lobaci (BLR)        | CSM București       | 2       | 12     |
| 4    | Alexandra Trifan (ROU)        | Rapid USL București | 2       | 12     |
| 6    | Ana Maria Iuganu (ROU)        | CSM Roman           | 2       | 11     |
| 6    | Željka Nikolić (SRB)          | SCM Craiova         | 2       | 11     |
| 8    | Valentina Ardean-Elisei (ROU) | SCM Craiova         | 2       | 10     |
| 9    | Bianca Tiron (ROU)            | HC Dunărea Brăila   | 2       | 9      |
| 9    | Carmen Stoleru (ROU)          | CSM Roman           | 2       | 9      |